# Eudyops telmela
Eudyops telmela är en fjärilsart som beskrevs av William Schaus 1911. Eudyops telmela ingår i släktet Eudyops och familjen nattflyn. Inga underarter finns listade i Catalogue of Life.